# Vilasar de Dalt
Vilasar de Dalt, antiguamente también llamado San Ginés de Vilasar (oficialmente en catalán: Vilassar de Dalt), es un municipio de Cataluña, España. Pertenece a la provincia de Barcelona y se halla en la comarca de El Maresme, localizado entre los municipios de Cabrils, Orrius, Premiá de Dalt y Vilasar de Mar. Está situado a unos diez kilómetros de Mataró, capital de la comarca y a unos veinte kilómetros de Barcelona. En la década de 1980 el nombre oficial pasó a ser la forma en catalán.

## Geografía
El municipio tiene una extensión mayoritariamente de terreno montañoso, con varias cimas de la Sierra de la Marina, como el Turó d'en Cases (separa Premiá de Dalt y Vilasar de Dalt), el Turó d'en Banús o el Turó d'en Roure.
El pueblo en sí se ubica en la parte más baja del término municipal, la más cercana al mar, aunque todavía restan algunas casas y antiguas masías esparcidas entre la masa forestal.

## Historia
Vilasar es un pueblo milenario, el primer documento que lo menciona fecha del año 978.
El pueblo fue creciendo alrededor del castillo del siglo X y la parroquia del siglo XI. En 1875 un pequeño núcleo urbano de casas construidas cerca del mar se separa y pasa a formar Vilasar de Mar, que se constituye como pueblo.

## Demografía
Vilasar de Dalt cuenta con una población de 9281 habitantes (INE 2024).
| Gráfica de evolución demográfica de Vilasar de Dalt entre 1842 y 2021 |
| |
| Población de derecho según los censos de población del INE. Población de hecho según los censos de población del INE.En estos censos se denominaba San Ginés de Vilasar: 1842, 1857, 1877, 1887, 1897, 1900, 1910, 1920, 1930, 1940, 1950, 1960, 1970 y 1981. |

## Monumentos y lugares de interés
En Vilasar de Dalt encontramos diversos sitios de interés cultural. En primer lugar destaca su castillo, el cual fue declarado monumento histórico artístico en 1931. 
Este castillo, situado en el casco urbano del pueblo, ya aparece documentado en el año 1262. A pesar de que probablemente ya existía la torre cilíndrica y la muralla desde el siglo X. Ha sido restaurado varias veces, y en su interior alberga uno de los mejores archivos históricos privados con más de 8000 pergaminos y 70 manuscritos.
En 1322 el castillo pasa a manos de Berengueró de Sant Vicenç, y años más tarde pasa a ser de Pere Desbosc hasta el siglo XIX. El último propietario Desbosc murió sin dejar descendencia, y pasó a heredarlo la familia Oms y posteriormente los Copons, marqueses de Moyá. Finalmente, el castillo pasa a ser de los Sarriera, marqueses de Santa María de Barbará, también marqueses de la Manresana.

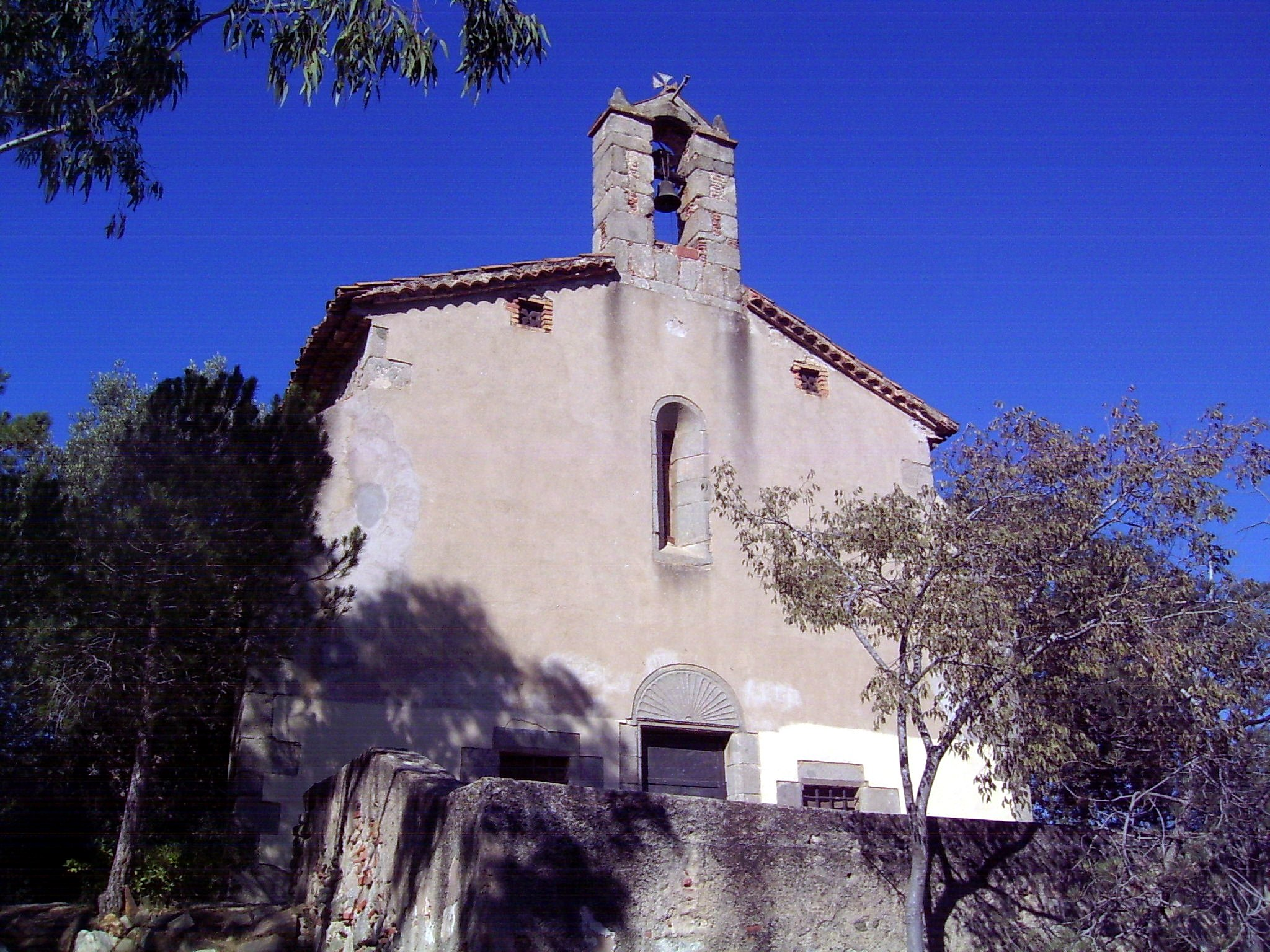
Ermita de San Sebastián

También merecen mención algunos yacimientos prehistóricos como el dolmen de la roca d'en Toni las cámaras sepulcrales de la cueva d'en Pau, el conjunto de grandes rocas graníticas el cau de la Granota y la cueva d'en Joan. En Vilasar de Dalt hay museos como el Museu cau del Cargol (un museo sobre moluscos) y el Museu Municipal Masía Can Banús.
Además destacan los hornos romanos y los restos de sepulturas de una familia romana.
En el núcleo urbano también destacan edificios singulares como Cal Noi Baiau, Cal Notari, Fábrica Textil de Can Mañé, Can Sabater, el Centre Vilassarenc o el Teatre LA MASSA Archivado el 20 de julio de 2021 en Wayback Machine., entre otros.

## Economía
El municipio se ha caracterizado desde antiguo por la producción agrícola: huerta en la zona baja; viña, algarrobo y cereal en la montañosa. Los cultivos de secano ya no existen y la floricultura sigue sólo en aquellas zonas en las que por normativa urbanística no es posible construir urbanizaciones, la principal característica del Baix Maresme en las últimas décadas.
La actividad textil, hoy prácticamente testimonial, en el pasado representó la principal fuente de trabajo de la población desde los inicios de la revolución industrial hasta la gran crisis industrial de los años 70, cuando las fábricas empezaron un proceso de cierre masivo. Esta actividad ha ido decreciendo en cuanto a su peso relativo, dejando paso a un sector de servicios impulsado por la urbanización del municipio, que ha acogido en los últimos años a población con origen en Barcelona ciudad, inicialmente como segunda residencia.
Además, el pueblo alberga al parque acuático Isla Fantasía, que llegó a ser el más grande de Europa.